# Nederweert
Nederweert (em limburguês: Ni-jwieërt) é um município dos Países Baixos, situado na província de Limburgo. Tem 101,78 km² de área e sua população em 2020 foi estimada em 17.086 habitantes.